# مارکوس مانیلیوس

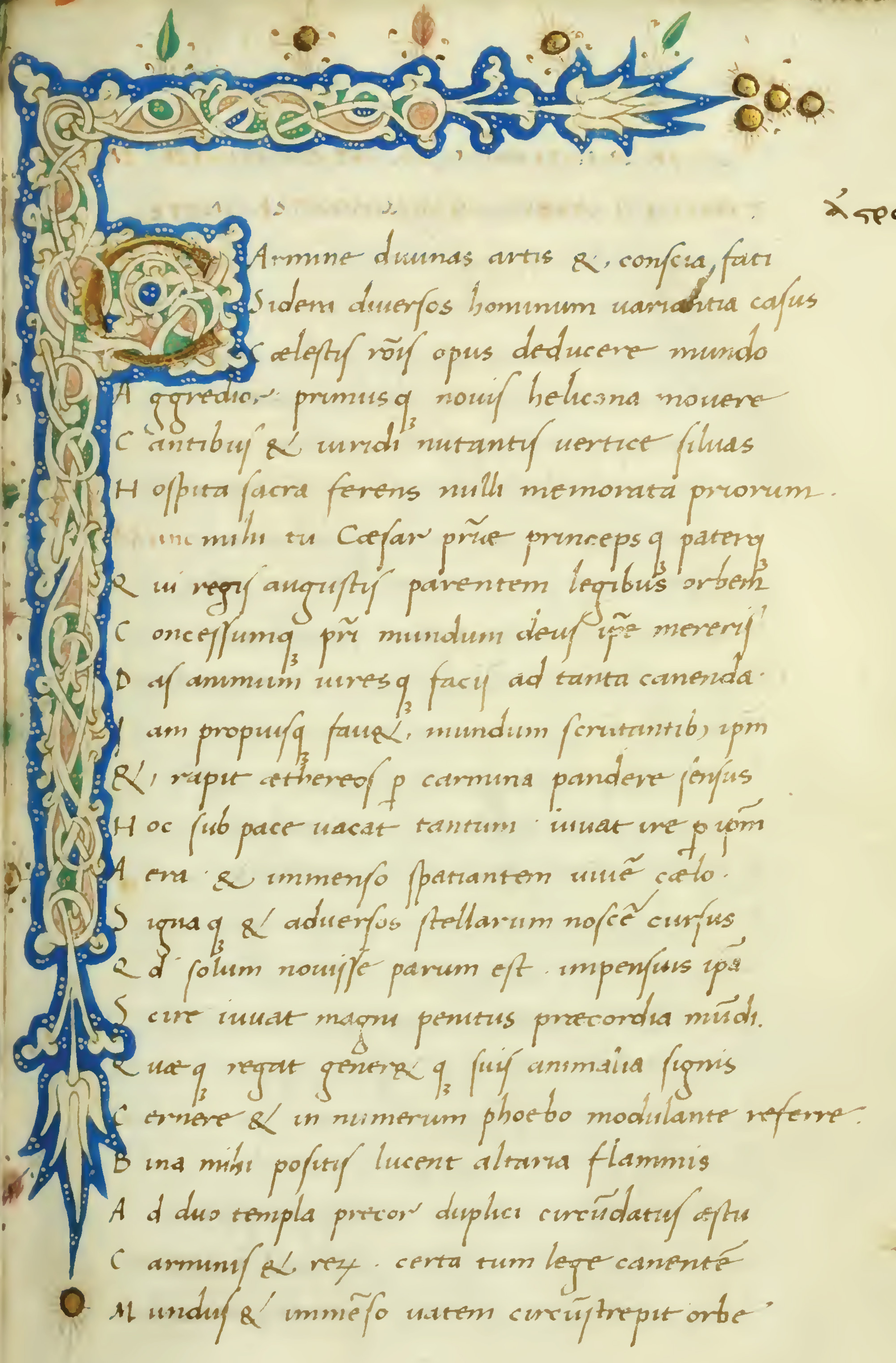
صفحه آغازین شعر Astronomica از شاعر رومی مانیلیوس.

مارکوس مانیلیوس (به لاتین: Marcus Manilius)، شاعر و ستاره‌شناس (منجم) رومی، مؤلف و سرایندهٔ ۵ جلد کتاب شعر است که به نام «آسترونومیکا» نام‌گزاری شده. مارکوس مانیلیوس در سدهٔ نخست میلادی می‌زیسته‌است.
نام سرایندهٔ آسترونومیکا به روشنی معلوم نیست ولی شاعر در شعرهایش گاهی به «آگوستوس» یا «تیبِریوس» تخلص می‌کرده و خود را یک شهروند رومی می‌دانسته. او در دوران امپراتوری کنستانتین اول می‌زیسته. برخی هم او را یونانی دانسته‌اند.